# 2015年德涅斯特河沿岸議會選舉
2015年德涅斯特河沿岸議會選舉在2015年11月29日與地方選舉同時举行，德涅斯特河沿岸最高會議43個議席會以多數制選出。最大政黨革新已經宣布會參與是次選舉。

## 選舉結果
根據初步數據，執政黨復興至少取得31席。